# Мінас-Жерайс
Мінас-Жерайс (порт. Minas Gerais — „головні копальні”) — штат Бразилії, розташований у Південно-східному регіоні. Його площа становить 586 тис. км² (4-тий), а населення — 20,5 млн мешканців (другий). Межує із штатами Сан-Пауло, Ріо-де-Жанейро, Еспіріту-Санту, Баїя, Ґояс і з Федеральним округом. Столиця та найбільше місто штату — Белу-Оризонті, розташоване приблизно у центрі штату. Скорочена назва штату «MG». На честь території названо астероїд 10769 Мінас Жерайс.

## Географія
Мінас-Жерайс розташований неподалік від узбережжя Атлантичного океану, але в своїх сучасних кордонах не має виходу до узбережжя.
До великих чи відомих поселень штату належать:
- Белу-Оризонті
- Арасуві
- Араша
- Діамантина
- Жануарія
- Жуїс ді Фора
- Оуру-Прету
- Пампулья
- Убераба

## Загальні відомості

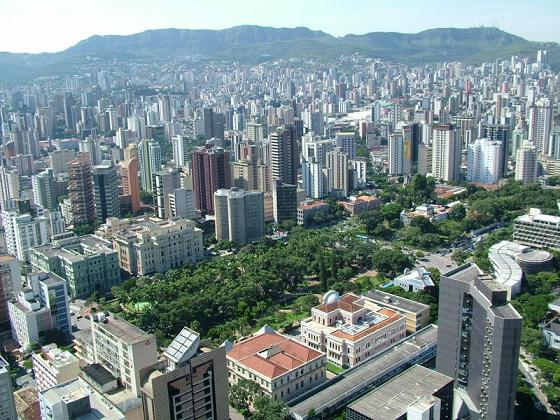
Центр Белу-Оризонті

Економічному піднесенню штату (колись капітанству) сприяли корисні копалини, серед яких поклади золота, срібла та деякого коштовного каміння, що активно вивозили у метрополію — Португалію. Хижацький видобуток сировини привів до майже повного видобутку копалин та депресії галузі. Початок видобутку алмазів — 1729—1730 рр. До 1870 р. Бразилія була основним постачальником алмазів на світові ринки (об'єми експорту усталилися на рівні 200 тис. каратів щорічно).
Економічне піднесення району сприяло активному будівництву поселень, що стали базою для майбутніх міст. Початковим будівельним матеріалом були дерево та глина, що швидко псувались в вологому, тропічному кліматі. Лише з другої половини 18 ст. почалося будівництво споруд з каменю. Переважали двоповерхові будинки, часто з лавками чи малими крамницями і коморами на 1-му поверсі та житлом на другому. Оселі багатіїв мали галереї на 2-му поверсі, були прикрашені різьбленням вікна та порталами дверей. Дахи вкривала черепиця.
Сучасний Мінас-Жерайс межує з Федеральним округом, де розташована столиця держави — місто Бразиліа.

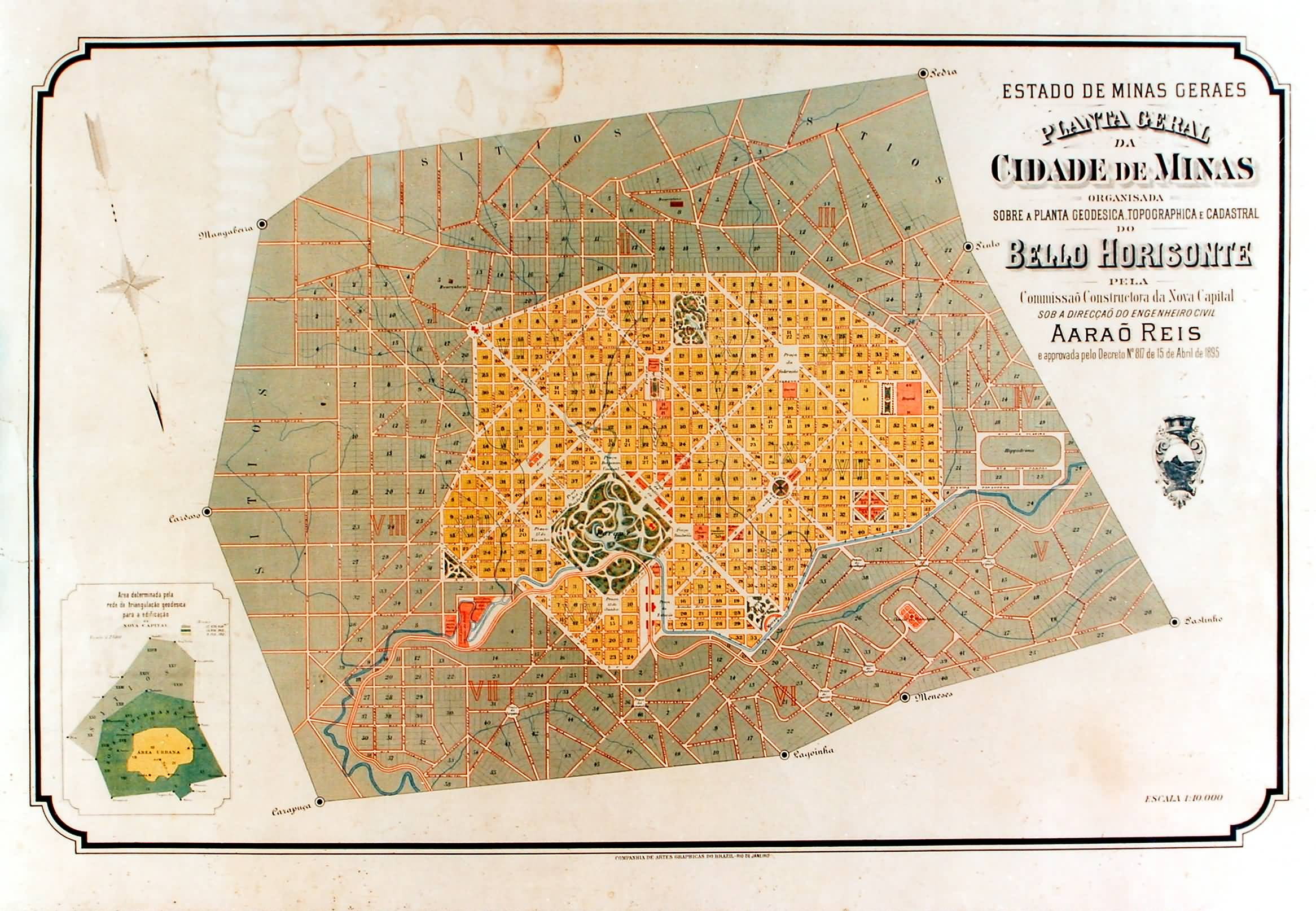
Первісний план Белу-Оризонті

Столиця штату — Белу-Оризонті. Адміністративним центром місто стало з 1897, до цього ним був Ору-Прету. Приблизно з 1895 р. отримав регулярне розпланування, де мережу прямокутних вулиць урізноманітнюють діагональні проспекти. Переважаюча забудова — невеликі будинки доби модерн (або сецесія).
В 20 ст. будівлі будувалися переважно в стилі функціоналізм. Були декілька хмарочосів. Околиці міста — це великі райони бідноти. В передмісті Белу-Оризонті розташоване туристичне містечко для заможних — Пампулья. Її престиж підняв архітектор Оскар Німейєр, що у 1942—1943 побудував новий спортивно-розважальний центр, де є яхт-клуб, казино, дансинг, церква Сан Франсіску.

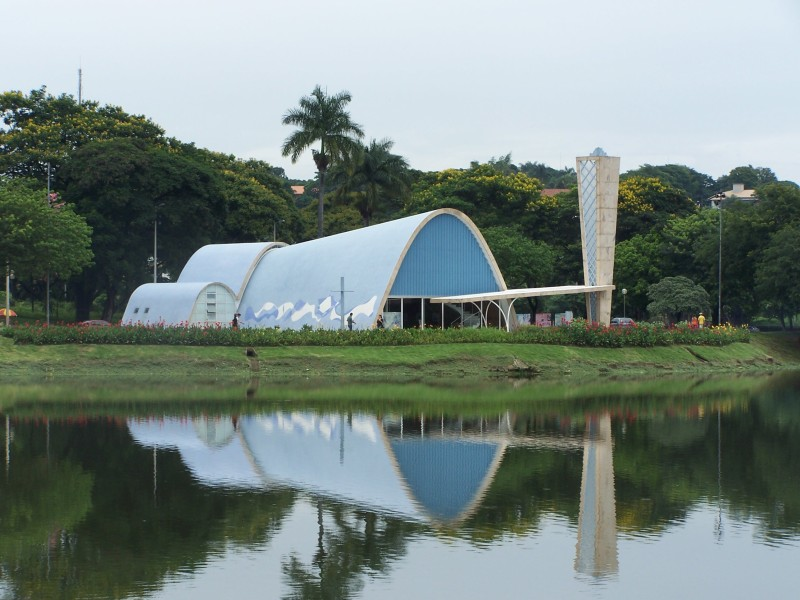
м. Пампулья, ц-ва Сан Франсіску (арх. О. Німейєр)
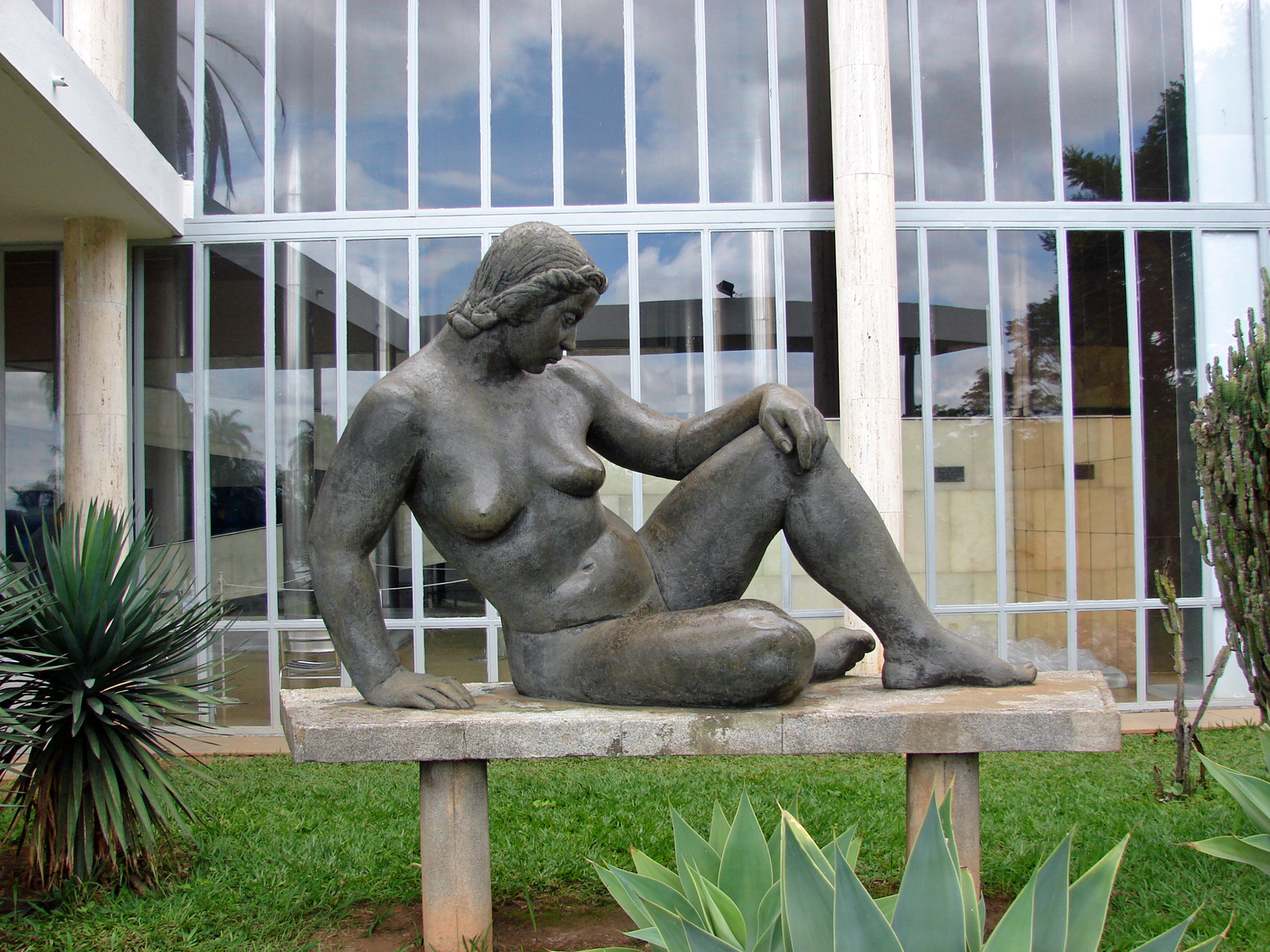
Пампулья, Музей мистецтв
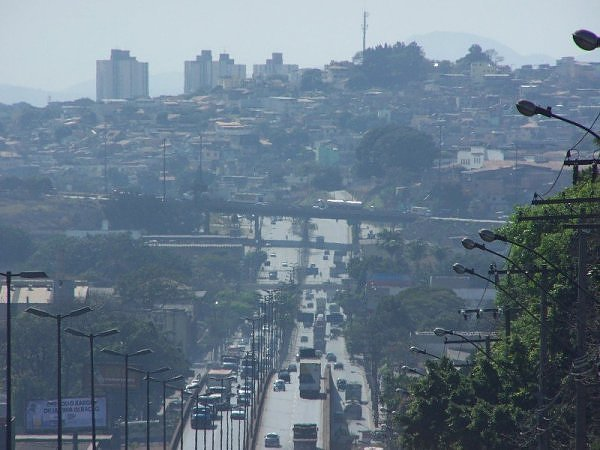
Белу-Оризонті, авеню Амазонас
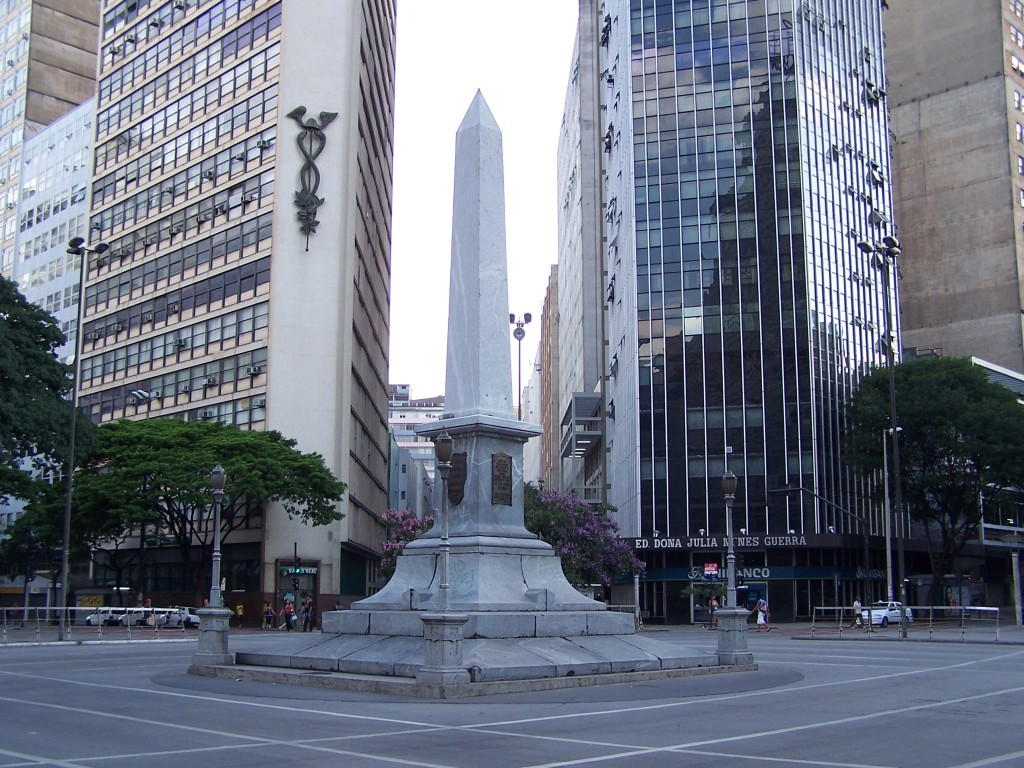
Белу-Оризонті, Сьома площа

## Освіта
- Universidade do Estado de Minas Gerais (Uemg) (State University of Minas Gerais)
- Федеральний університет Мінас-Жерайс (UFMG) (Federal University de Minas Gerais)
- Федеральний університет Uberlândia (Ufu) (Federal University de Uberlandia)
- Федеральний університет Lavras (Ufla) (Federal University de Lavras)
- Федеральний університет Ouro Preto (Ufop) (Federal University de Ouro Preto)
- Федеральний університет Viçosa (UFV) (Federal University de Viçosa)
- Федеральний університет Juiz de Fora (UFJF) (Federal University de Juiz de Fora)
- Федеральний університет Itajuba (Unifei) (Federal University de Itajuba)
- Федеральний університет São João del Rei (UFSJ) (Federal University de São João del Rei)
- Федеральний університет Triângulo Mineiro (UFTM) (Federal University de Triangulo Mineiro)
- Федеральний університет Vales do Jequitinhonha e Mucuri (UFVJM) (Federal University de Jequitinhonha e Murici Valleys)
- Федеральний університет Alfenas (Unifal-MG) (Federal University de Alfenas)
- Centro Federal de Educação Tecnológica de Minas Gerais (CEFET-MG)
- Pontifícia Universidade Católica de Minas Gerais (PUC-MG)
- Faculdade de Ciências Medicas de Minas Gerais (FCMMG) (Medical Sciences Faculty de Minas Gerais)
- Universidade Estadual de Montes Claros (Unimontes) (State University de Montes Claros)

## Галерея

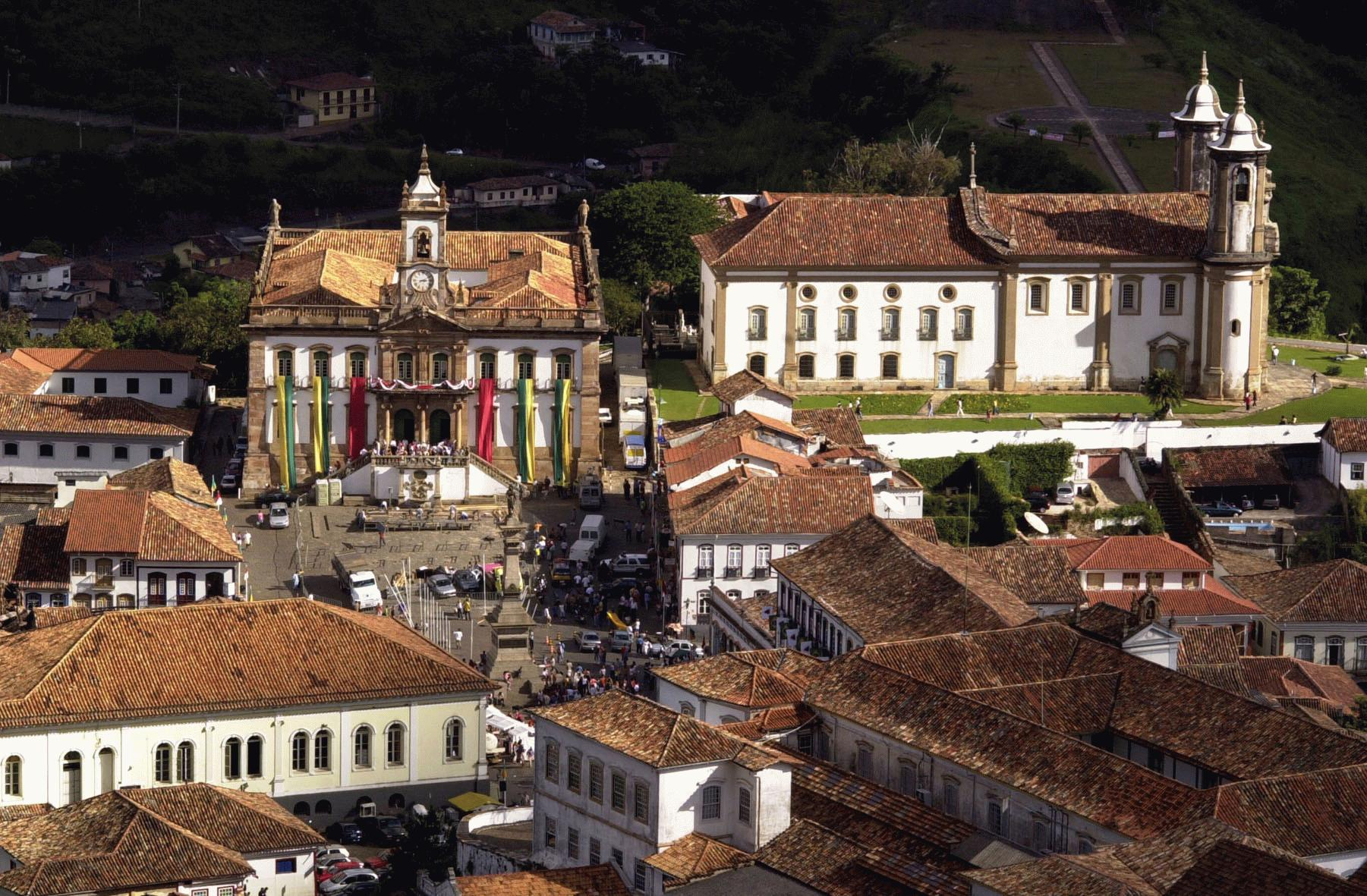
Ору Прету, історичний центр
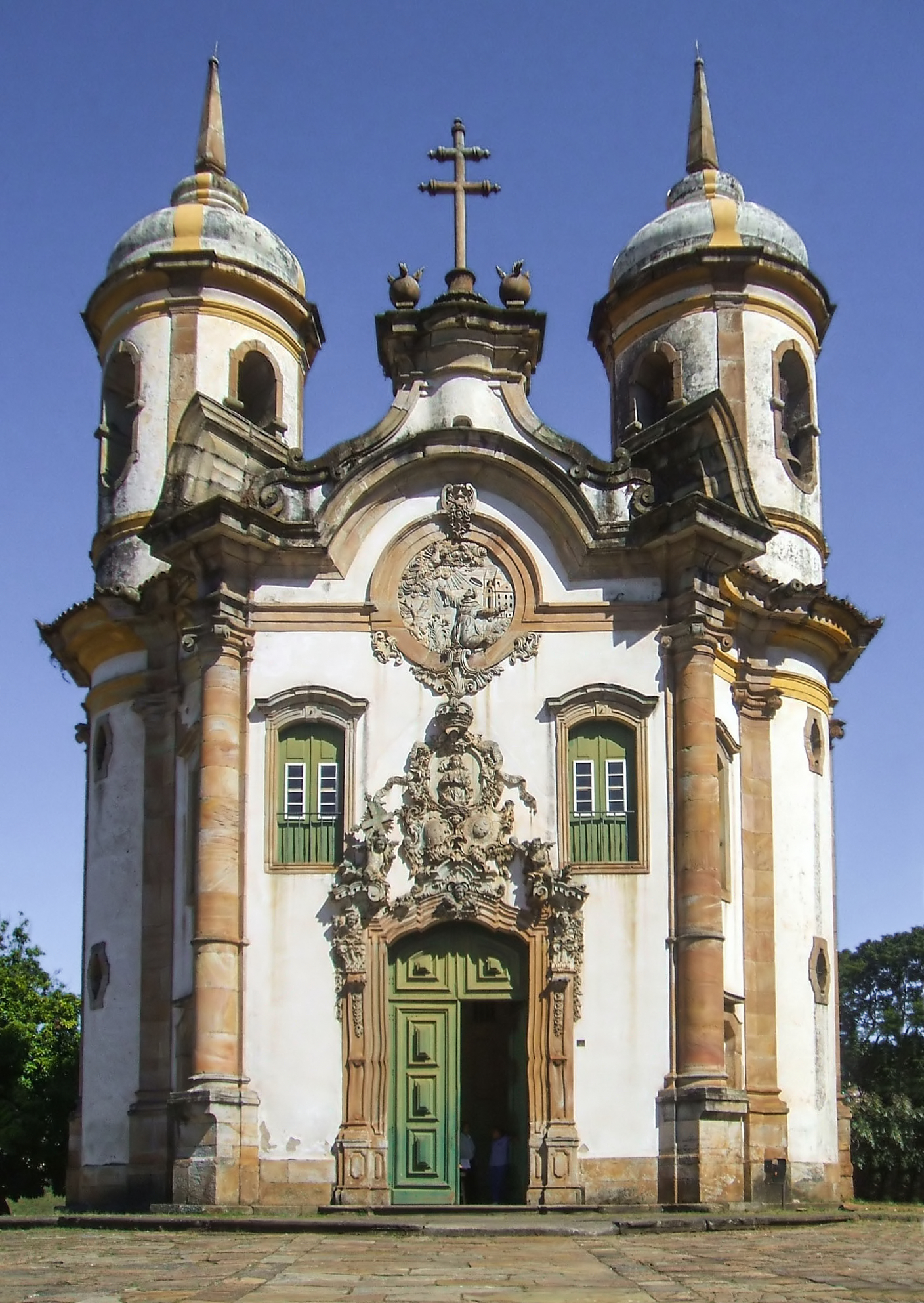
Ору Прету, церква Сан Франсіску
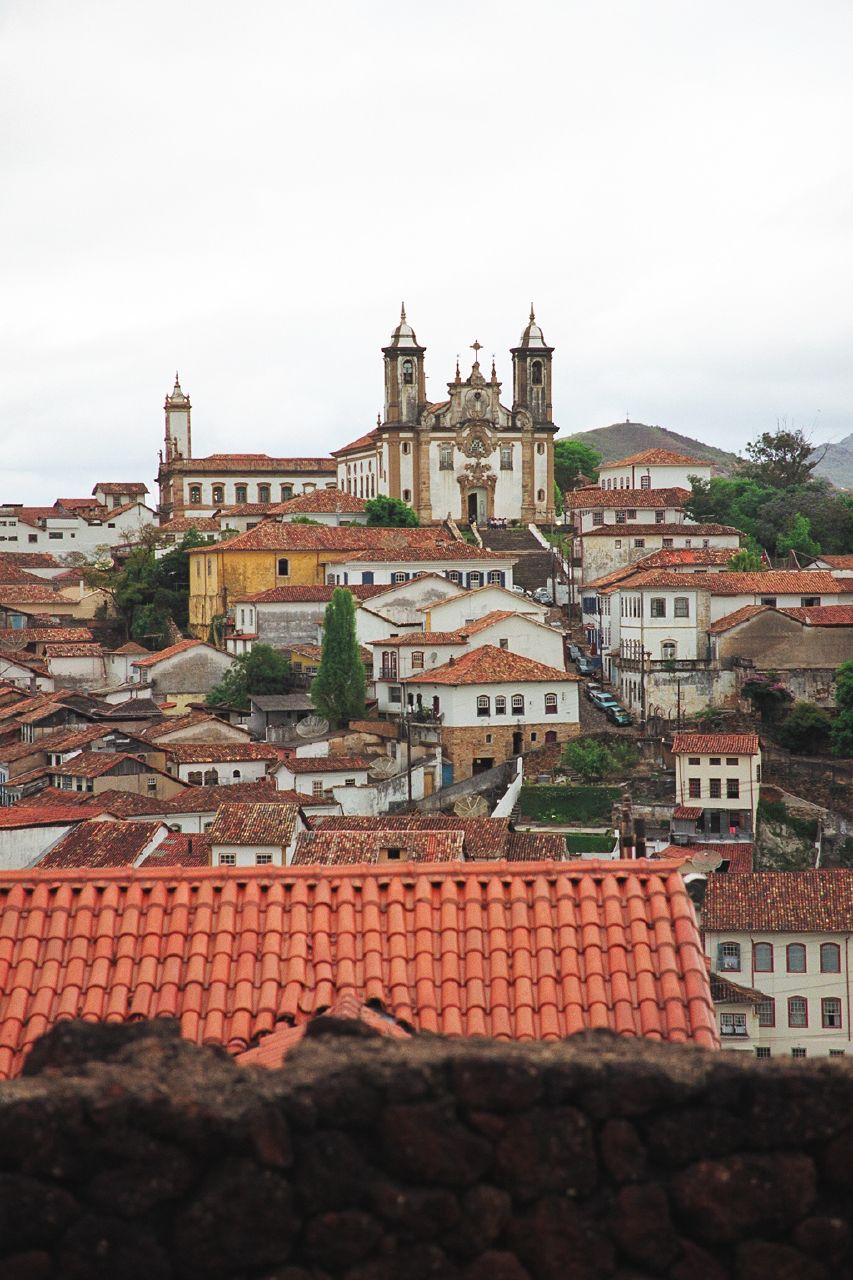
Ору Прету, церква дел Кармен
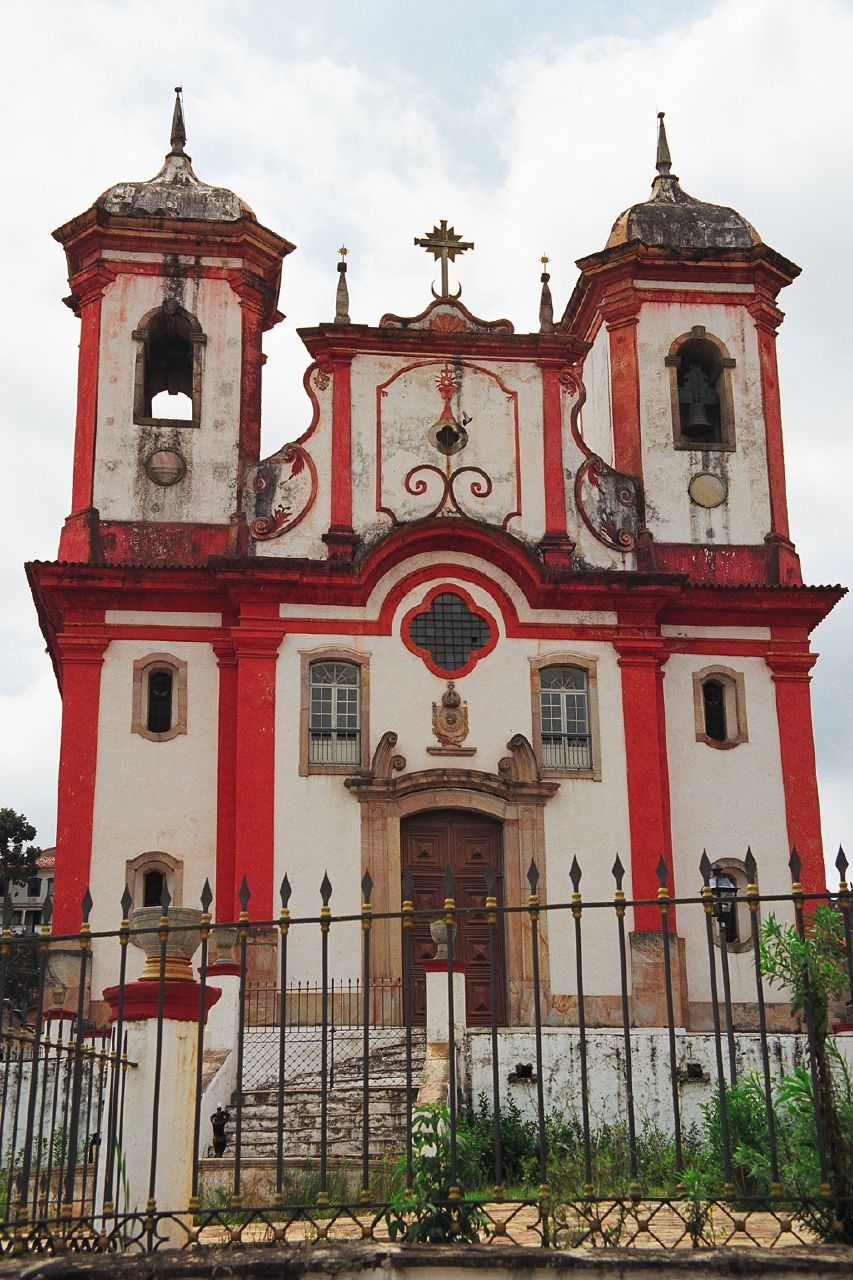
Ору Прету, церква Ла Консейсан